# Скірміон
Скірміон (англ. Skyrmion) — математична модель, що застосовується для моделювання баріонів. Автором даної моделі є Тоні Скерм (англ. Tony Skyrme). Скірміон є гомотопічно нетривіальним класичним розв'язком нелінійної сигма-моделі з нетривіальною топологією цільової складки — частковим випадком топологічного солітону. Прогнозується, що крім баріонів скірміони можуть виникнути в конденсаті Бозе —  Ейнштейна, в надпровідниках. Скірміони, також, можуть описати деякі хіральні магнітні вихори в тонких шарах магнітних матеріалів.